# دوري ساموا لكرة القدم 1998
دوري ساموا لكرة القدم 1998 هو موسم من دوري ساموا لكرة القدم. فاز فيه Vaivase-Tai FC ‏.